# Eliza Dushku
Eliza Dushku, de son nom complet Eliza Patricia Dushku (à prononcer Douchkou), née le 30 décembre 1980 à Watertown près de Boston (dans le Massachusetts, aux États-Unis), est une actrice et productrice américano-albanaise.
Révélée par le film True Lies de James Cameron en 1994 dans lequel elle interprète la fille d'Arnold Schwarzenegger et Jamie Lee Curtis, elle obtient une reconnaissance mondiale lorsqu'elle obtient le rôle de la tueuse de vampires Faith Lehane à partir de la troisième saison de Buffy contre les vampires. Rôle qu'elle reprend dans les quatrième et septième saison de la série ainsi que dans les première, deuxième et quatrième saisons de son spin-off Angel.
En parallèle de la popularité qu'elle obtient grâce au rôle de la Tueuse rebelle, Eliza Dushku tente une percée au cinéma dans les années 2000 ou ses seuls succès notables restent le film culte American Girls en 2000 et le film d'horreur Détour mortel en 2003. Le reste des longs-métrages dans lesquels elle apparaît sont des échecs au box-office et divisent la presse, ce qui pousse l'actrice à tenter un retour à la télévision dans des rôles de premier plan : elle devient la vedette de la série Tru Calling : Compte à rebours de 2003 à 2005 puis de Dollhouse de 2009 à 2010, toute deux annulées faute d'audience. Jusqu'au milieu des années 2010, l'actrice tente plusieurs retours sous les feux des projecteurs avec des films indépendants qui passeront inaperçus, se concentre sur le doublage et tente des retours télévisuels sans grand succès avec des rôles récurrents dans des séries comme Leap Year, Banshee et Bull. En marge du mouvement MeToo, l'actrice révèle avoir subi du harcèlement sexuel de la part de sa co-star Michael Weatherly en plus de comportements inappropriés ainsi qu'avoir été agressée sexuellement sur le tournage de True Lies par Joel Kramer, le coordinateur des cascades.
Après ses révélations et les nombreux échecs essuyés par l'actrice tout au long de sa carrière, Eliza Dushku s'éloigne des plateaux de tournage pour retourner vivre à Boston, sa ville natale, et reprendre des études dont elle obtient un master en psychologie holistique en 2020.

## Biographie

### Enfance et jeunesse
L'actrice est née le 30 décembre 1980 à Watertown, une petite ville du Massachusetts aux États-Unis. Elle est la fille de Phillip R. Dushku, un administrateur et enseignant de la Boston Public School d'origine albanaise et de Judith « Judy » (née Rasmussen) d'origine danoise, irlandaise, allemande et anglaise. Elle a trois grands frères : Aaron, Benjamin (nés en 1976) et Nathaniel (Nate, né en 1977). En grandissant, ce dernier devient modèle mais aussi comédien puisqu'il sera vu plusieurs fois au côté d'Eliza dans diverses projets à venir. Les grands-parents paternels d'Eliza Dushku sont tous deux originaires de la vile de Koritza en Albanie.
Eliza Dushku fut élevée comme une mormone car il s'agit de la croyance de sa mère. Ses parents ont ensuite divorcé lorsqu'elle était encore enfant. Eliza a étudié durant l'enfance à la Beaver Country Day School à Chestnut Hill et elle est diplômée de la Watertown High School. Eliza fut ensuite acceptée à l'université, notamment à l'université George Washington à Washington et à la Suffolk University à Boston, là où sa mère enseignait.
Elle est allée en Albanie en 2005 pour rencontrer la famille de son père après avoir été personnellement invitée par le président[pertinence contestée]. Après cela, elle est allée visiter la communauté albanaise au Kosovo. Elle a obtenu la nationalité albanaise.

### Débuts précoces au cinéma (1992-1998)
Eliza Dushku fut remarquée par des agents de casting à l'âge de 10 ans. Elle fut choisie pour le rôle d'Alice dans le film That Night, aux côtés de Juliette Lewis et de la jeune Katherine Heigl. Elle y interprète le rôle d'Alice Bloom, l'un des deux personnages principaux.
En 1993, elle est à l'affiche du drame Blessures secrètes, dans lequel elle interprète le rôle de Pearl, aux côtés de deux monstres sacrés du cinéma, Robert De Niro et un jeune Leonardo DiCaprio. Elle a d'ailleurs révélé que c'est ce rôle qui lui a ouvert de nombreuses portes. Malgré une réception commerciale timide, le film est plébiscité par la critique.
L'année suivante, à l'âge de 12 ans, elle joue la fille d'Arnold Schwarzenegger et de Jamie Lee Curtis dans True Lies, réalisé par James Cameron. Le film est un énorme succès public et critique, permettant de la placer parmi les jeunes actrices à suivre.
La même année sort la comédie dramatique Bye Bye Love, dont la distribution chorale comprend notamment une jeune Amber Benson dans un petit rôle. Le film passe inaperçu, malgré la présence de la vedette de sitcom Paul Reiser dans le rôle-titre.
En 1996, elle fait partie du casting de la comédie légère Race the Sun, menée par une Halle Berry à ses débuts d'actrice. C'est aussi un échec critique et commercial.
Dushku décide alors de mettre en parenthèses sa carrière pour se consacrer à ses études.

### Révélation télévisuelle (1998-2000)
En 1998, la jeune femme s'apprête à faire son entrée à la Suffolk University lorsque son agent lui demanda de réaliser et de soumettre une audition filmée pour une série mettant en vedette une autre de ses clientes, l'actrice Sarah Michelle Gellar. Après avoir lu le scénario, l'actrice se précipita dans le magasin Claire's le plus proche pour se procurer du maquillage sombre et tous les accessoires nécessaires pour correspondre le plus possible au rôle de Faith Lehane, une rivale de l’héroïne de la série fantastique Buffy contre les vampires.
Lorsqu'elle commença à travailler sur les plateaux de tournage de la série, Dushku est toujours mineure et doit obtenir une émancipation pour pouvoir travailler de longues heures. Elle révèle que le juge qui lui délivra cette autorisation était un fan de la série et qu'il lui proposa de signer en échange d'une photo dédicacée de l'actrice.
Après avoir fini le lycée, Eliza Dushku revient devant la caméra pour s'investir dans le fameux rôle de Faith. Ce personnage est l'opposé même de l'héroïne, Buffy. Comme cette dernière, Faith est une tueuse de vampires mais, à la différence de Buffy, c'est une jeune fille au look provocant et à l'attitude rebelle qui n'a aucun lien affectif avec qui que ce soit lorsqu'elle arrive dans la ville de Sunnydale. Prévu pour apparaître dans seulement 5 épisodes de la saison 3, le personnage devient tellement populaire auprès des fans de la série que le contrat d'Eliza Dushku est finalement repoussé jusqu'à la fin de la saison en 1999.
L'année d'après, elle est invitée par le créateur Joss Whedon à reprendre son personnage pour conclure son histoire : c'est d'abord à travers un double épisode évènement de la saison 4, puis deux épisodes de la première saison de la nouvelle série dérivée d'Angel.
L'actrice accepte et fait même un caméo dans le premier épisode de la saison 2 de Angel, avant de tenter de se diversifier au cinéma.

### Progression difficile au cinéma (2000-2002)
Sa popularité auprès des adolescents l'amène vers un cinéma orienté vers ce public : dès 2000, elle est la vedette de American Girls, aux côtés de la valeur montante Kirsten Dunst, un succès au box-office américain ainsi qu'auprès des critiques,. Ce film culte engendre plusieurs suites, mais avec des castings différents et des sorties directement en vidéo.
En 2001, elle est à l'affiche de Jay et Bob contre-attaquent aux côtés de Ben Affleck et Matt Damon ainsi que Seann William Scott, Shannon Elizabeth et Ali Larter et d'autres acteurs célèbres jouant leur propre rôle ou un rôle mineur. Ce film reçoit un accueil mitigé de la part de la critique et réalise 33 millions de dollars au box office mondial. Puis elle retrouve son ancien partenaire de Race the Sun, Casey Affleck dans le thriller psychologique pour adolescents, Soul Survivors. Ce film est quant à lui un échec cuisant sur le plan critique mais aussi commercial. Dans la foulée, elle tourne la comédie potache Le Nouveau, qui est éreintée par la critique lors de sa sortie en 2002, obtenant seulement 8 % de critiques positives sur Rotten Tomatoes.
L'actrice n'a pas plus de chances cette année-là avec le plus sérieux Père et Flic, drame policier avec Robert De Niro mais aussi James Franco, qui est aussi accueilli très fraîchement puisqu'il ne parvient pas à dépasser son budget de 40 millions de dollars au box-office.
Cette même année, elle confirme néanmoins sa popularité auprès des ados en apparaissant dans le clip I'm Just A Kid du groupe Simple Plan. Elle décide alors de s'éloigner de la comédie pure pour se concentrer sur le registre qui l'a révélée, le fantastique et le surnaturel.

### Retour au fantastique (2003-2004)
L'année 2003 est ainsi riche, tant sur le plan télévisuel que cinématographique.
D'abord, elle accepte de revenir au rôle de Faith Lehane, pour un arc de trois épisodes dans la saison 4 de Angel, puis surtout les cinq derniers épisodes de la l'ultime saison de Buffy contre les vampires, qui lui permettent de faire ses adieux au personnage et à l'univers de cette série.
Parallèlement, elle fait partie des premières stars piégées par l'acteur et producteur Ashton Kutcher dans son émission de caméra cachées, Punk'd : Stars piégées.
L'été consécutif à ce retour télévisuel sort le film d'horreur Détour mortel. À mi-chemin entre Massacre à la tronçonneuse et La colline à des yeux, ce film raconte l'histoire d'une bande de jeunes gens perdus au milieu de la forêt à la suite d'un accident de voiture. Ils se retrouvent alors traqués par une famille de cannibales défigurés. Le film obtient un résultat de 40 % sur Rotten Tomatoes, ce qui reste très mitigé mais parvient à rembourser son budget de 12,6 millions de dollars puisqu'il en obtient 15 millions sur le sol américain et 28 au niveau international. Le film bénéficie de six suites, dont la dernière est sortie le 22 août 2014 aux États-Unis. À ce jour, la saga de films Détour mortel est une des plus longues séries de films horrifiques qui ait vu le jour, bien que toutes les suites du premier film soient sorties uniquement en DVD.

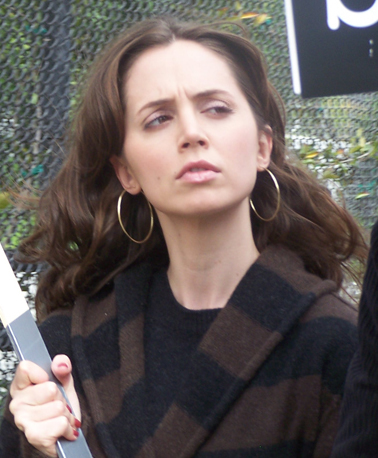
L'actrice à Los Angeles, en février 2004.

À la rentrée, Dushku revient en héroïne de sa propre série télévisée, Tru Calling. Pour ce tout nouveau projet, elle refuse d'abord une série dérivée centrée sur le personnage de Faith, apprenant que Joss Whedon ne peut pas s'investir sur cette suite autant que sur Buffy, faute de temps. Elle prête néanmoins sa voix au personnage pour le jeu vidéo Buffy contre les vampires : Chaos Bleeds, adapté de la série.
Tru Calling est lancé par la chaîne Fox en septembre 2003. Dushku y interprète le rôle de Tru Davies, étudiante en médecine, travaillant à la morgue, et qui a le pouvoir de revenir 24 h en arrière lorsqu'un cadavre lui demande de l'aide dans le but de lui sauver la vie. Elle y donne la réplique à des acteurs chevronnés : Zach Galifianakis, Shawn Reaves, Andrea Joy Cook, Matthew Bomer et Jason Priestley. Les audiences sont médiocres, mais une première saison de 20 épisodes est commandée.
La même année sort discrètement et directement en vidéo, le drame The Kiss, où Dushku évolue aux côtés de Billy Zane.
La rentrée 2004 marque néanmoins un arrêt soudain pour l'actrice : les audiences des premiers épisodes de la seconde saison de Tru Calling sont mauvaises, et la chaîne décide d'arrêter alors les frais, au bout des six épisodes commandés, et ce malgré de bonnes critiques de la presse spécialisée et une mobilisation des fans. La performance de l'actrice lui vaut ainsi d'être nommée aux Teen Choice Awards et aux Saturn Awards dans la catégorie meilleure actrice dans une série télévisée dramatique.

### Cinéma indépendant (2005-2007)

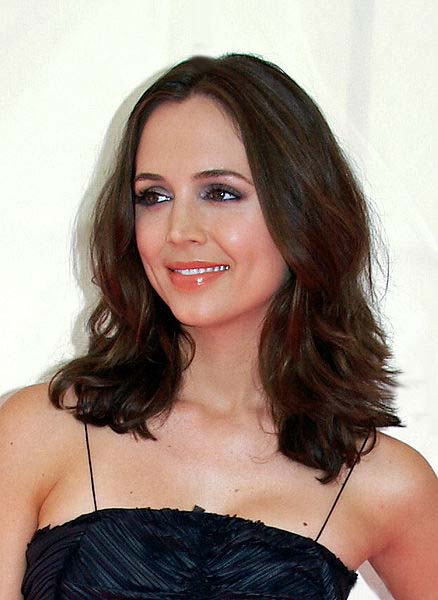
L'actrice au TriBeca Film Festival 2007, pour Le Prix de la rançon.

Après l'annulation de Tru Calling, Dushku joue dans un épisode de la sitcom That 70s Show, à la suite d'une invitation de Ashton Kutcher. Elle se concentre sur le cinéma. Les échecs critiques et commerciaux se succèdent cependant.
En 2006, elle est appelée pour doubler le personnage clé de Yumi dans la version américaine du jeu vidéo Yakuza. C'est en revanche le seul épisode de la série (si l'on exclue Like A Dragon en 2024 mais son personnage n'apparaît pas) qui est doublé en anglais, elle ne reviendra donc pas dans les épisodes suivant.
Elle joue d'abord dans le court métrage The Last Supper qui est présenté pour la première fois en 2006 au San Diego Film Festival. Puis en 2007, elle défend la comédie dramatique On Broadway, tourné dans sa ville natale, Boston. La performance de Dushku est saluée par les critiques et le film est diffusé dans de nombreux festivals de films indépendants. Il remporte également plusieurs prix. Elle est aussi à l'affiche du drame Le Prix de la rançon, présenté au Festival du film de TriBeCa à New York, et qui est mal reçu par la critique. Elle donne enfin la réplique à Macaulay Culkin pour la comédie dramatique indépendante Sex and Breakfast, qui est à son tour un échec.
À la suite de ces échecs dans un cinéma plus adulte et indépendant, elle tente de nouveau son registre de prédilection : elle produit et tient le rôle principal de The Alphabet Killer, un thriller horrifique basé sur l'histoire vraie d'un tueur en série des États-Unis. Le film est laminé par la critique. Puis elle partage l'affiche du thriller The Coverup avec Gabriel Mann.
Parallèlement, elle tient un petit rôle dans la comédie chorale Bottle Shock, menée par Alan Rickman, Bill Pullman, Chris Pine, Rachael Taylor et Freddy Rodríguez. Ce film reçoit un accueil mitigé de la part de la critique. Et début 2007, elle tourne un pilote de série télévisée pour FOX, qui ne voit jamais le jour, Nurses, où elle devait tenir le rôle principal, celui d'une jeune infirmière. Elle finit donc par re-contacter son ancien mentor Joss Whedon, qui s'est alors éloigné de Hollywood, pour développer un projet de série pour la chaîne, avec qui elle est toujours sous contrat d'exclusivité.

### Retour à la télévision (2008-2010)
Joss Whedon lui développe une nouvelle série, Dollhouse, dont l'annonce créé un véritable engouement sur Internet. La Fox programme la série pour la mi-saison 2008-2009, dans la case horaire du vendredi soir, celle où il est difficile de faire de bonnes audiences et où de très nombreuses séries se sont déjà brûlé les ailes. Ainsi, un nombre important de pétitions apparaissent sur internet pour sauver la série, avant même sa diffusion.
Elle travaille également avec le studio Behaviour Interactive (A2M à l'époque) pour le jeu vidéo WET incarnant le personnage de Rubi, protagoniste principal du jeu, en compagnie de Malcolm McDowell. Le jeu sort en 2009 sur 360 et PS3 mais peine à convaincre, le succès n'est pas au rendez-vous et la performance de l'actrice s'en retrouve ainsi prestement oubliée. Elle ne retentera l'expérience qu'avec un rôle mineur en 2011 pour Fight Night Champion. 

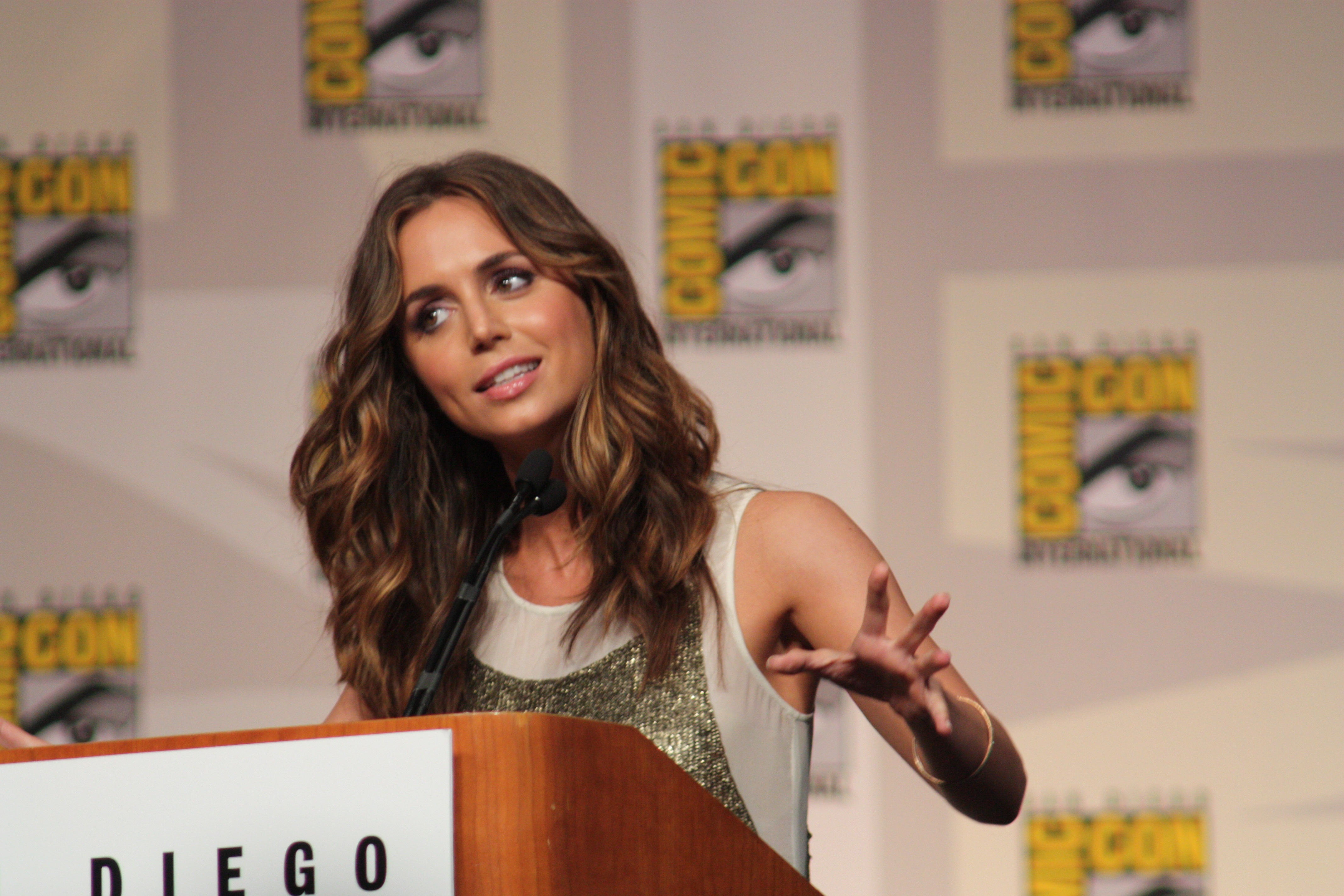
L'actrice au Comic-Con de San Diego en 2009.

En février 2009, Dollhouse fait ses débuts sur la Fox et les craintes des internautes se confirment : les audiences semblent déjà insuffisantes. Néanmoins, la série réalise de bons scores auprès des 18-49 ans (public principalement visé par la Fox) et des enregistrements numériques ce qui, après une saison mitigée au niveau des audiences, permet à la chaîne de renouveler Dollhouse pour une saison 2. Kevin Reilly, le président de la chaîne, a déclaré à propos de ce renouvellement :
« C’est d’abord un pari sur la créativité, comme nous l’avons toujours fait. Et je suis heureux que nous le fassions. Vous connaissez l’inspiration de Joss Whedon. C’est un pari sur lui. »

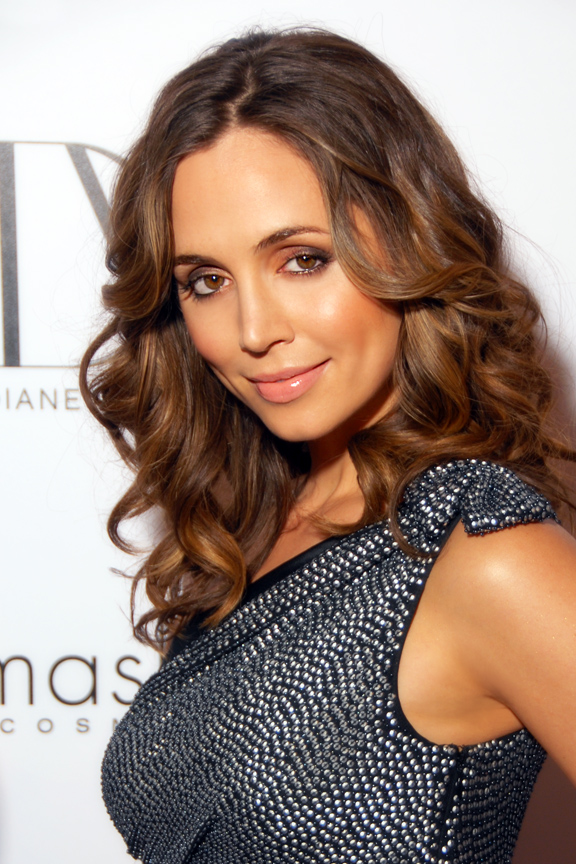
L'actrice en septembre 2009, à une soirée caritative hollywoodienne.

Fin 2009, Eliza Dushku est nommée aux Scream Awards dans la catégorie meilleure actrice de science fiction pour son rôle d'Echo dans Dollhouse. Mais en novembre 2009, Dollhouse est retiré de l'antenne en raison de la période des sweeps (période durant laquelle les chaînes télévisées se doivent de faire de bonnes audiences pour vendre les pages publicitaires à un bon niveau), et le 11 novembre, la FOX annonce que le dernier épisode de la seconde saison de Dollhouse sera le dernier de la série. Les derniers épisodes sont programmés à la va-vite en début d'année 2010.
Deux films de genre, tournés parallèlement à la série, passent inaperçus - en 2009 le thriller horrifique Open Graves dont elle partage l'affiche avec Mike Vogel, puis en 2010, le film de science-fiction indépendant Locked In, avec Ben Barnes et Sarah Roemer. Elle va alors passer au second plan.

### Doublage et passage à la réalisation (années 2010)

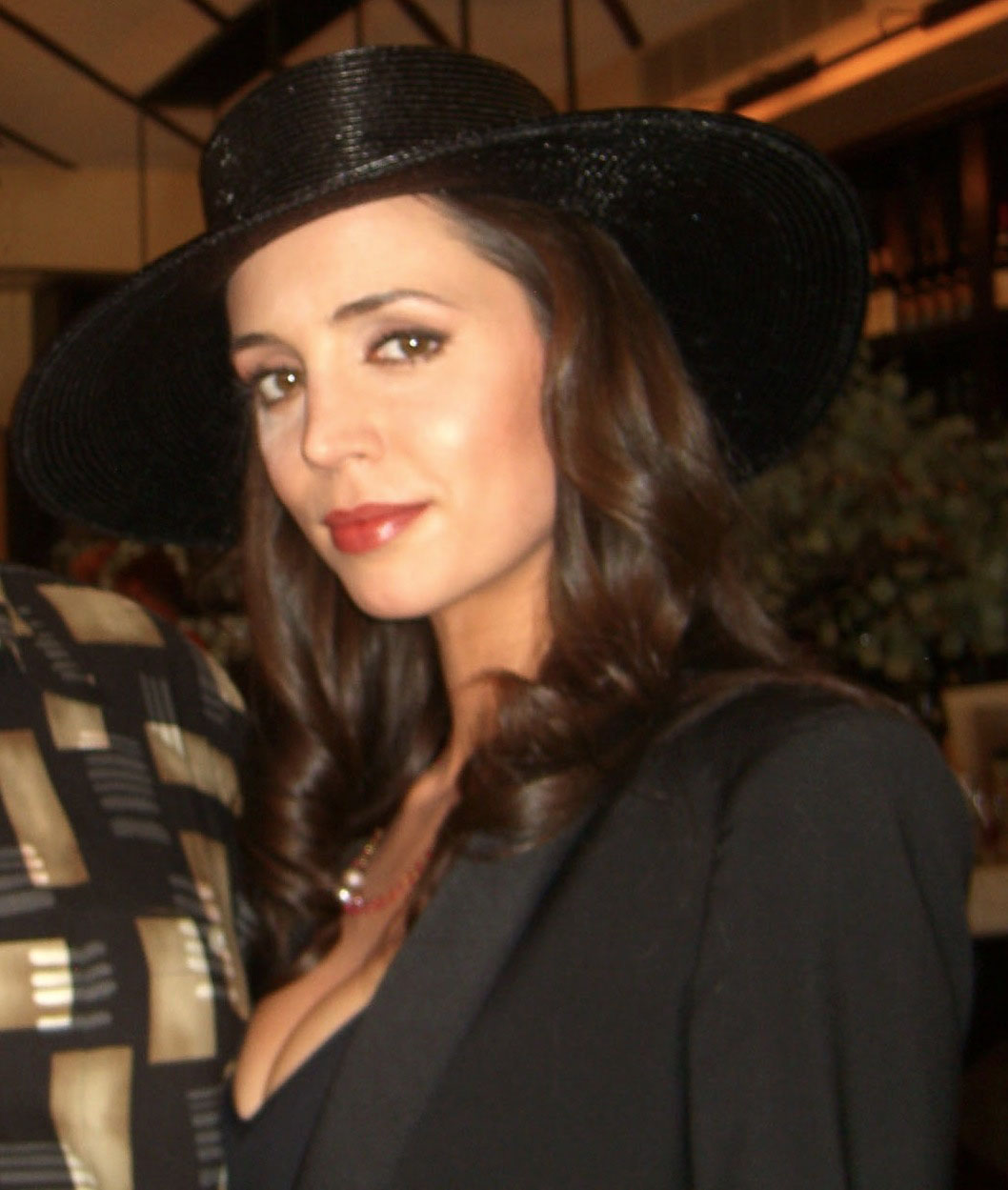
L'actrice en 2011, sur le tournage de la série White Collar.

Dès fin 2010, elle est annoncée sur une nouvelle série, policière, Bird Dog avant de quitter le projet. Elle se fait alors plus rare : quelques caméos dans des comédies - la très populaire The Big Bang Theory, en 2010 ; puis en 2011, la plus confidentielle The League et la policière White Collar -, mais elle se concentre vraiment sur le doublage : en donnant sa voix à Catwoman dans l'acclamé film d'animation Batman: Year One en 2011, puis dans le film d'animation DC Showcase: Catwoman la même année. Puis dans un épisode de la série d'animation The Cleveland Show et les 10 épisodes de la web série Torchwood : Web of Lies. Elle double également Miss Hulk dans les séries d'animation HULK and the agents of S.M.A.S.H et Ultimate Spider-Man.
Parallèlement, elle joue dans un pilote de comédie, Herd Mentality, dont elle aurait partagé l'affiche avec Damon Wayans, qui n'est finalement pas commandé. Elle accepte donc un rôle récurrent dans une série de la plateforme Hulu, Leap Year, et signe pour le premier rôle féminin d'un remake de la série des années 1960, The Saint, avec Roger Moore lui-même comme coproducteur. Mais le projet est retardé et finalement annulé. En attendant, Dushku tourne plusieurs longs-métrages, qui passent inaperçus - en 2013 le téléfilm Off Season: Lex Morrison Story ou encore le thriller The Scribbler avec notamment Katie Cassidy et Michelle Trachtenberg, son ancienne partenaire dans Buffy contre les vampires.
Elle passe alors à la réalisation, pour le documentaire autobiographique Dear Albania, qui sort en octobre 2015, tout en rejoignant la distribution principale de la série d'action Banshee, qui entre alors dans sa dernière saison, écourtée. Elle tient aussi l'un des rôles principaux du drame indépendant Jane Wants a Boyfriend, qui reçoit cependant des mauvaises critiques.
En février 2017, elle défend le thriller fantastique Eloise, avec la vedette des adolescentes Chace Crawford et l'acteur culte Robert Patrick. Trois mois plus tard, elle apparait dans les trois derniers épisodes de la nouvelle série judiciaire Bull.
En avril 2018, elle produit le biopic indépendant Mapplethorpe avec son frère Nate, qu'elle présente au Festival du film de TriBeCa à New York.

## Vie privée
Depuis 2016, elle est en couple avec l'homme d'affaires Peter Palandjian, de 17 ans son aîné. En juin 2017, ils annoncent leurs fiançailles après un an de concubinage.
Eliza Dushku vit aujourd'hui à Boston. En février 2017, elle révèle avoir été alcoolique et droguée jusqu'en 2009. À l'âge de 36 ans, elle a repris ses études supérieures. Elle déclare également souffrir depuis son enfance de TDAH.
Le 13 janvier 2018, dans la foulée de la cascade de révélations secouant Hollywood à la suite de l'affaire Weinstein, elle écrit un long post sur sa page Facebook dans lequel elle raconte avoir été abusée sexuellement en 1994 dans une chambre d'hôtel de Miami par un membre de l'équipe du film True Lies, Joel Kramer, alors âgé de 36 ans. James Cameron réagit le jour même en ces termes : « Eliza est évidemment très courageuse de parler [...]. Je suis heureux qu'elle l'ait fait ».
Eliza Dushku épouse Peter Paladjian le 17 août 2018. Fin juillet 2019, elle donne naissance à leur fils Philip "Bourne". Début août 2021, elle donne naissance à leur deuxième fils, Bodan.

## Filmographie

### Cinéma

#### Longs métrages
- 1992 : That Night de Craig Bolotin (en) : Alice Bloom
- 1993 : Blessures secrètes (This Boy's Life) de Michael Caton-Jones : Pearl
- 1994 : True Lies de James Cameron : Dana Tasker
- 1995 : Bye Bye Love de Sam Weisman : Emma
- 1996 : Race the Sun de Charles T. Kanganis : Cindy Johnson
- 2000 : American Girls (Bring It On) de Peyton Reed : Missy Pantone
- 2001 : Jay et Bob contre-attaquent (Jay and Silent Bob Strike Back) de Kevin Smith : Sissy
- 2001 : Soul Survivors de Stephen Carpenter (writer) (en) et Steve Carpenter : Annabel
- 2002 : Le Nouveau (The New Guy) d'Ed Decter : Danielle
- 2002 : Père et Flic (City by the Sea) de Michael Caton-Jones : Gina
- 2003 : Détour mortel (Wrong Turn) de Rob Schmidt (en) : Jessie Burlingame
- 2003 : The Kiss (en) de Gorman Bechard (en) : Megan
- 2007 : On Broadway (en) de Dave McLaughlin (en) : Lena Wilson
- 2007 : Le Prix de la rançon (Nobel Son) de Randall Miller : City Hall
- 2007 : Sex and Breakfast de Miles Brandman : Renee
- 2008 : Bottle Shock de Randall Miller : Joe
- 2008 : The Coverup de Brian Jun (en) : Monica Wright
- 2008 : The Alphabet Killer de Rob Schmidt (en) : Megan Paige (également productrice associée)
- 2009 : Open Graves d'Álvaro de Armiñán : Erica
- 2010 : Locked In (en) de Suri Krishnamma : Renee
- 2011 : Batman : Year One de Sam Liu : Selina Kyle / Catwoman (voix)
- 2012 : Noah's Ark : The New Beginning de Bill Boyce et John Stronach : Zalbeth (voix)
- 2013 : Jay & Silent Bob's Super Groovy Cartoon Movie de Steve Stark : Lipstick Lesbian (voix)
- 2014 : The Scribbler de John Suits : Silk
- 2015 : Jane Wants a Boyfriend (en) de William C. Sullivan : Bianca
- 2016 : Eloise (en) de Robert Legato : Pia Carter

#### Courts métrages
- 1994 : Fishing with George de Julie Hickson (en) : Piper Reeves
- 2006 : The Last Supper de Marius A. Markevicius : La serveuse
- 2014 : The Gable 5 de Kevin Tancharoen : Taylor Shaye

### Télévision

#### Séries télévisées
- 1998 - 2003 : Buffy contre les vampires (Buffy the Vampire Slayer) : Faith Lehane
- 2000 - 2003 : Angel : Faith Lehane[19]
- 2002 : Les Rois du Texas / Henri pis sa gang (King of the Hill) : Jordan Hilgren-Bronson (voix)
- 2003 - 2005 : Tru Calling : Compte à rebours : Tru Davies
- 2005 : That '70s Show : Sarah
- 2007 : Ugly Betty : Cameron Ashlock
- 2009 - 2010 : Dollhouse : Echo / Caroline Farrell (également productrice)
- 2010 : The Big Bang Theory : Agent spéciale Angela Page
- 2011 : FBI : Duo très spécial (White Collar) : Raquel Laroque
- 2011 : The League : Kristen
- 2011 : The Cleveland Show : elle-même (voix)
- 2011 : Torchwood : Web of Lies : Holly Mokri (voix)
- 2011 : The Guild : elle-même
- 2011 : Robotomy (en) : Shockzana (voix)
- 2012 : Leap Year : June Pepper
- 2013 : NTSF:SD:SUV:: (en) : Dash
- 2013-2015 : Hulk et les Agents du S.M.A.S.H. (Hulk and the Agents of S.M.A.S.H.) : Miss Hulk (voix)
- 2015 : Ultimate Spider-Man : Miss Hulk (voix)
- 2016 : Banshee : Veronica Dawson
- 2016 : Con Man (en) : Cindy
- 2017 : Bull : J.P. Nunnelly[20]

#### Téléfilms
- 1995 : Journey (en) de Tom McLoughlin : Cat
- 2007 : Nurses de Paul John Hogan : Eve Morrow
- 2011 : Herd Mentality d'Andy Cadiff : Casey
- 2013 : Off Season: Lex Morrison Story de Steven Tsuchida (en) : La professionnelle
- 2017 : The Saint de Simon West : Patricia Hol

### Clips
- 2002 : I'm Just a Kid de Simple Plan
- 2006 : Rockstar de Nickelback

### Jeux vidéo
- 2003 : Buffy contre les vampires : Chaos Bleeds : Faith Lehane
- 2006 : Yakuza : Yumi Sawamura
- 2008 : Saints Row 2 : Shaundi
- 2009 : Wet : Rubi Malone
- 2011 : Fight Night Champion[21] : Megan McQueen

### Productrice
- 2015 : Dear Albania de Nate Dushku
- 2018 : Mapplethorpe de Ondi Timoner

## Distinctions

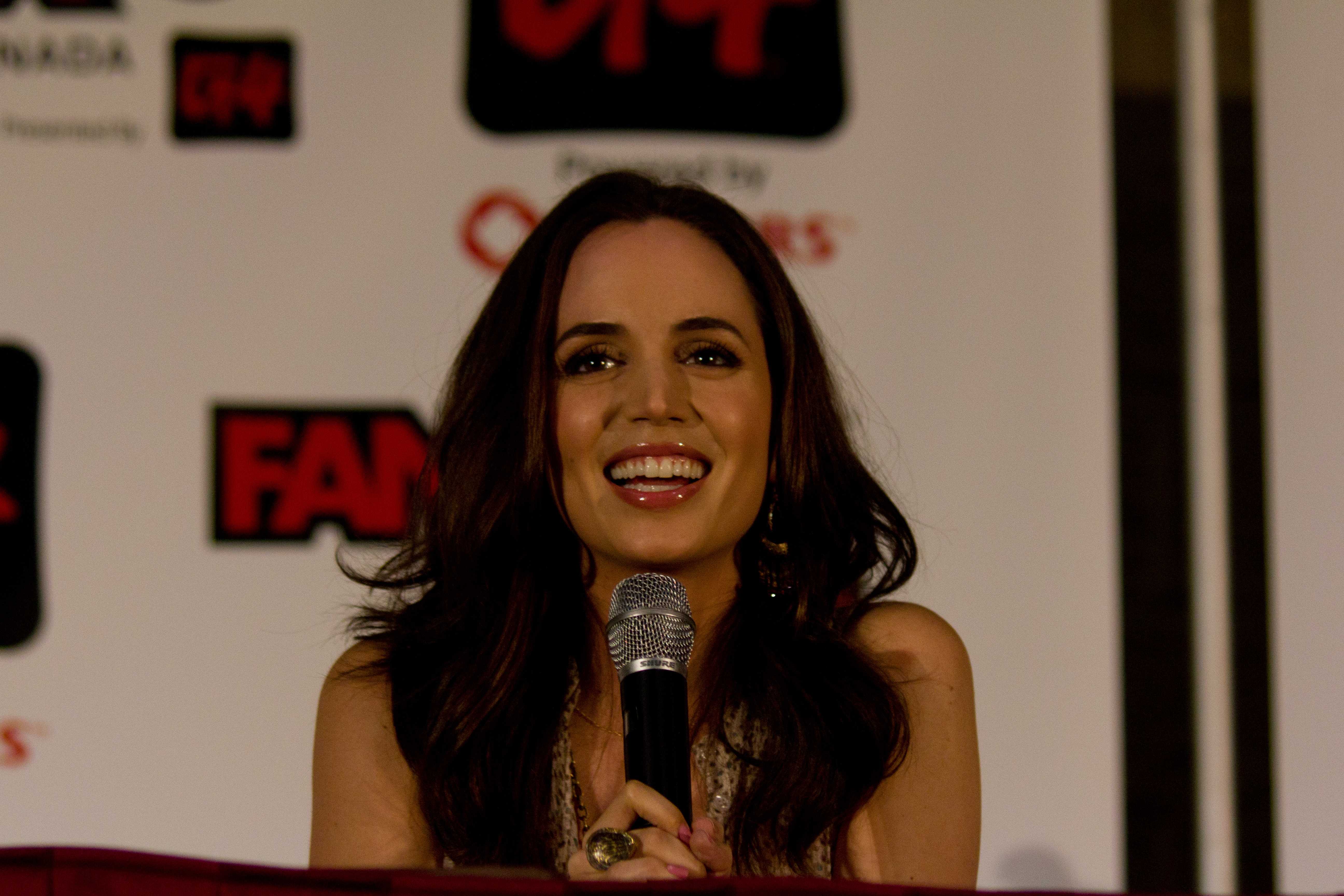
Eliza Dushku en 2011 au Fan Expo Canada.

### Nominations
- Saturn Awards 2004 : Meilleure actrice dans une série télévisée dramatique pour Tru Calling : Compte à rebours
- 2004 : Teen Choice Awards de la meilleure actrice dans une série télévisée dramatique pour Tru Calling : Compte à rebours
- 2009 : Scream Awards de la meilleure actrice de science-fiction dans une série télévisée dramatique pour Dollhouse
- 2009 : Fangoria Chainsaw Awards de la meilleure actrice dans une série télévisée dramatique pour The Alphabet Killer
- 2015 : BTVA Television Voice Acting Awards de la meilleure performance vocale pour l'ensemble de la distribution dans une série télévisée d'animation pour  Hulk et les Agents du S.M.A.S.H.
- 2015 : BTVA Television Voice Acting Awards de la meilleure performance vocale féminine dans une série télévisée d'animation pour  Hulk et les Agents du S.M.A.S.H.

## Voix françaises
En France, Barbara Delsol est la voix française régulière d'Eliza Dushku depuis le film Détour mortel en 2003. Sophie Riffont l'a également doublée à trois reprises.
Au Québec, Hélène Mondoux et Aline Pinsonneault l'ont doublée trois fois chacune.
En France
Au Québec
| - Hélène Mondoux dans : - Le tout pour le tout - L'Entre-Mondes - Sortie fatale - Aline Pinsonneault dans : - Vrai Mensonge - Au revoir mon amour - Jay et Bob contre-attaquent | et aussi - Camille Cyr-Desmarais dans Une ville près de la mer - Éveline Gélinas dans Le Prix de la rançon |